# Базилий Венантий Юниор
Базилий Венантий Юниор (лат. Basilius Venantius iunior; годы деятельности — 508—533) — государственный деятель Восточной Римской империи.

## Биография
Вероятно, Базилий Венантий приходился сыном Децию Марию Венанцию Василию, консулу 484 года. У Венантия было несколько сыновей, ставших консулами, среди которых Флавий Деций Юниор, консул 529 года, и Деций Паулин, консул 534 года.
Сам Базилий Венантий был консулом в 508 году. Немногим позже, но не позднее 511 года, он был возведён в ранг патрикия. В 533 году он был всё ещё жив и всё ещё оставался патрицием.